# 鳥脇純一郎
鳥脇 純一郎（とりわき じゅんいちろう、1939年7月20日 - 2017年10月5日） は、日本の情報工学者。名古屋大学名誉教授。国際パターン認識連盟副会長や、コンピュータ支援画像診断学会会長を務めた。

## 人物・経歴
愛知県知多郡生まれ。1962年名古屋大学工学部電子工学科卒業。稲垣康善は研究室の同期。1964年名古屋大学大学院工学研究科電気・電子工学専攻修士課程修了。1967年名古屋大学大学院工学研究科電気・電子工学専攻博士課程単位取得退学、名古屋大学工学部電子工学科助手。1968年名古屋大学より工学博士の学位を取得。
1974年名古屋大学大型計算機センター助教授。1980年豊橋技術科学大学工学部情報工学系教授。1983年名古屋大学工学部電子工学科教授。1994年名古屋大学大型計算機センター長。1994年名古屋大学大学院工学研究科情報工学専攻教授、国際パターン認識連盟副会長、コンピュータ支援画像診断学会会長。1995年名古屋大学工学部情報工学科長、文部省学術審議会専門委員。1997年名古屋大学大学院工学研究科教授。
2001年画像電子学会会長。
2003年中京大学情報科学部教授、名古屋大学名誉教授。
2017年正四位瑞宝中綬章。
IEEEフェロー。日本コンピュータ外科学会副会長、日本バーチャルリアリティ学会評議員、画像情報教育協会評議員、全国大学理工系情報学科協議会会長なども務めた。
指導学生に末永康仁名古屋大学名誉教授など。

## 著書
- 『画像理解のためのディジタル画像処理 1』昭晃堂 1988年
- 『画像理解のためのディジタル画像処理 2』昭晃堂 1988年
- 『パターン認識と画像処理』朝倉書店1992年
- 『認識工学 : パターン認識とその応用』コロナ社 1993年
- 『ヒューマンインタフェースと画像処理』コロナ社 1995年
- 『みえない「イメージ」を見る』共立出版 1996年
- 『パターン情報処理の基礎』朝倉書店 1998年
- 『情報数学』（編著）オーム社 2001年
- 『工学のための確率論』オーム社 2002年
- 『3次元ディジタル画像処理』昭晃堂 2002年
- 『画像情報処理 1（解析・認識編）』（編著）コロナ社 2005年
- 『画像情報処理 2（表示・グラフィックス編）』（編著）コロナ社 2008年

## 受賞歴
- 2016年 芸術科学会 CC Japan Award[1]
- 2005年 大川出版賞[1]
- 2003年 文部科学大臣賞研究功績者[1]
- 2002年 形の科学会論文賞[4]
- 2000年 電子情報通信学会フェロー[4]
- 1998年 電子情報通信学会ソサイエティ論文賞[4]
- 1998年 日本医用画像工学会論文賞[4]
- 1996年 日本エム・イー学会論文賞[4]
- 1996年 日本医用画像工学会論文賞[4]
- 1994年 日本医用画像工学会論文賞[4]
- 1992年 画像電子学会学会誌100号記念論文賞[4]
- 1991年 テレビジョン学会丹羽高柳賞著述賞[4]
- 1991年 日本医用画像工学会田中栄一記念賞[3][4]
- 1988年 日本エム・イー学会論文賞[4]・阪本賞[3]